# 白井長治
白井 長治（しらい ちょうじ、1901年（明治34年）7月16日 - 1983年（昭和58年）5月19日）は、日本の政治家。千葉県富津市長を2期務めた。

## 来歴
現在の千葉県富津市出身。高等小学校卒業後、大工見習、自動車修理工を経て、自動車運転免許取得後、大蔵大臣秘書官官舎運転手となる。その後帰郷し、1925年に白井自動車(株)、(有)大貫貸切自動車を創業し、社長に就任する。翌年、(有)大貫乗合自動車を創業し、営業を開始した。戦時下の企業統合により、貸切自動車の営業部門は天羽合同タクシーと合併し、同社の社長に就任。乗合自動車の営業部門は日東交通と合併した。
君津郡大貫町議会議員1期。1960年から千葉県議会議員（自由民主党）。1975年4月富津市長当選。この間1965年の第7回参議院議員通常選挙において千葉県選挙区から無所属で立候補したが落選した。

### 1979年富津市長選挙
2期目の挑戦となった1979年の市長選挙は候補者が乱立し、当選の条件となる法定得票数に達する者はいなかった。このため、公職選挙法の規定により、地方自治体の首長選挙としては日本初となる再選挙が行われることになった。
※当日有権者数：39,882人 最終投票率：89.32%（前回比：pts）
| 候補者名       | 年齢 | 所属党派 | 新旧別 | 得票数  | 得票率 | 推薦・支持 |
| -------------- | ---- | -------- | ------ | ------- | ------ | ---------- |
| （当選者なし） | -    | -        | -      | -票     | -%     | -          |
| わたなべ清     | 55   | 無所属   | 新     | 8,274票 | 23.22% |            |
| いしわた四兵い | 53   | 無所属   | 新     | 7,861票 | 22.06% |            |
| 白井長治       | 77   | 無所属   | 現     | 7,109票 | 19.95% |            |
| 石井隆         | 57   | 無所属   | 新     | 7,096票 | 19.91% |            |
| いわさき一男   | 67   | 無所属   | 新     | 5,053票 | 14.18% |            |

#### 再選挙
※当日有権者数：39,899人 最終投票率：85.97%（前回比：-3.35pts）
| 候補者名   | 年齢 | 所属党派 | 新旧別 | 得票数   | 得票率 | 推薦・支持 |
| ---------- | ---- | -------- | ------ | -------- | ------ | ---------- |
| 白井長治   | 77   | 無所属   | 現     | 12,248票 | 35.70% |            |
| 石井隆     | 57   | 無所属   | 新     | 10,965票 | 31.96% |            |
| わたなべ清 | 55   | 無所属   | 新     | 10,737票 | 31.29% |            |

白井は最初の選挙の時点では3番目の得票だったため、再選挙において当選する「逆転勝利」になった。
選挙戦が混迷した原因について千葉日報は、1期目の白井がリーダーシップを含め圧倒的な強みを見せきれなかったことにあると分析している。また、東京新聞（中日新聞東京本社）によると、白井が選挙前に一度発表していた引退表明を撤回したため、8年前に合併していた旧2町（大佐和町・天羽町）からの反発があったことも一因としている。再選挙では候補者調整の際に地元出身の衆議院議員で「ハマコー」の愛称で全国的にも知られていた浜田幸一も介入したため、前述の経緯による地域対抗戦に加えて、浜田派と反浜田派による代理戦争という側面にもなり、混沌となる事態になった。
1982年、持病の慢性気管支炎が悪化し辞任。1983年5月19日に死去。